# Buren
Buren (nizozemska izgovorjava: [ˈbyːrə(n)] ()) je mesto in občina v regiji Batavija (Betuwe) na Nizozemskem. Buren je imel 1. januarja 2022 27.168 prebivalcev.

## Geografija
Buren leži v nizozemski provinci Gelderlandu. Je del pokrajine Batavija (Betuwe), zelo rodovitnega pasu zemlje med dvema krakoma delte Rena in Meuse, Nederrijn na severu in Waal na jugu.

### Naselja
Nekatera naselja so:
- Aalst
- Asch
- Beusichem
- Buren
- Eck en Wiel
- Erichem
- Ingen
- Kerk-Avezaath
- Lienden
- Ommeren
- Ravenswaaij
- Rijswijk
- Zoelen
- Zoelmond

## Zgodovina
Najzgodnejša znana naselbina v regiji se je pojavila že leta 772. Grad so zgradili gospodje Buren in je bil prvič omenjen leta 1298. Mestu je leta 1395 gospod Alard IV.  Burenski podelil mestne pravice, kar je pripeljalo do izgradnje obrambnega zidu in jarka, katerega pomembni deli še vedno stojijo. Leta 1492 je bila regija povišana v grofijo (tj. ozemlje, ki mu je vladal grof), vendar je imela omejen gospodarski vpliv zaradi svoje geografske izoliranosti. Do leta 1574 je prej katoliška župnijska cerkev Svetega Lamberta (nizozemsko Sint Lambertus ) je postala kalvinistični reformirana protestantska. 
Grad je sčasoma prišel v last nizozemske kraljeve družine Orange. Nizozemska kraljeva družina je znana po tem, da uporablja ime van Buren kot vzdevek. Viljem III. Oranski  je imel naziv Buren. Nizozemska kraljeva družina še vedno uporablja ta naziv. Grad so med letoma 1804 in 1883 postopoma porušili. Osmi predsednik ZDA, Martin van Buren, je svoje prednike izsledil pri prebivalcih mesta, ki so prevzeli priimek Van Buren po preselitvi v nizozemsko kolonijo Nova Nizozemska v današnji zvezni državi New York.  Po koncu svojega predsedovanja je Van Buren leta 1853 med turnejo po Evropi obiskal mesto in se menda srečal z več daljnimi sorodniki.
Sedanja občina je rezultat dveh združitev. 
- 1. januarja 1978 so bile občine Beusichem, Zoelen in del Buurmalsen dodane obstoječi občini Buren, ki je bila ustanovljena sredi 19. stoletja.
- 1. januarja 1999 je bil Buren razširjen z dodanima občinama Lienden in Maurik.

## Zgodovinski muzeji
Buren ima dva muzeja:
- Muzej kraljeve vojaške policije, ki je v sirotišnici iz 17. stoletja.[6]
- Muzej nizozemske kraljeve družine, ki je v zgodovinski mestni hiši.[7]

Tu je tudi De Prins Van Oranje, obnovljen mlin na veter.

## Vladanje in politika
Naziv »grof ali grofica Burenska in Leerdamska« ima nizozemska monarhija zaradi poroke princa Viljema Oranskega z grofico Buren, Ano Egmont, leta 1551. Kot rezultat, okrožje in mesto Buren spadata pod nadzor kraljeve rodbine Orange-Nassau .

## Demografija
- Nizozemci: 92,9 %
- Evropejci: 4,7 %
- Afričani: 0,7 %
- Arabci: 0,5 %
- Drugi: 1,2 %[11]

## Pomembni ljudje
- Filip Viljem, princ Oranski (1554 v Burenu – 1618) princ oranski od leta 1584 in vitez zlatega runa leta od 1599
- Gerard de Kruijff (1890 v Burenu – 1968) nizozemski jahač, ki je tekmoval na poletnih olimpijskih igrah 1924 in 1928 .
- Lukas Smits (rojen 1935 v Ravenswaaiju), nizozemski slikar.
- Jos Beijnen (rojen 1956 v Beusichemu), nizozemski farmacevt in akademik
- Ron Stevens (rojen leta 1959 v Liendnu), nizozemski kanuist v sprintu, ki je nastopil na dveh poletnih olimpijskih igrah.

## Galerija
- Vrata Culemborg s cerkvijo Svetega Lamberta, Buren v ozadju.
- Kip v središču mesta Buren - Viljem Oranski in Ana Burenska
- Buren, panorama
- Nekdanja sirotišnica (2010)
- Mestna vrata (2010)
- "Grajske hiše" (2010)
- Buren, Herenstraat (Gosposka ulica) in Rodeheldenstraat v ozadju.
- Tehtnica in vaška črpalka na tržnici v Burenu.
- Buren, cerkev Sint-Lambertuskerk za zidom
- Buren, sirotišnica, za zidom

## Poglej tudi
- Van Buren (priimek)
- Plemiška rodbina Egmond
- Grad Buren